# Claudio Gugerotti
Claudio Gugerotti (nascut el 7 d'octubre de 1955) és un prelat italià de l'Església Catòlica que va ser nomenat prefecte del Dicasteri per a les Esglésies Orientals el novembre de 2022. Anteriorment va treballar al servei diplomàtic de la Santa Seu, ocupant el càrrec de nunci en diversos països de l'est d'Europa entre el 2001 i el 2020 i a la Gran Bretanya del 2020 al 2022. Es va incorporar a la plantilla del Dicasteri per a les Esglésies Orientals l'any 1985 i va ser el seu sotssecretari del 1997 al 2001. És arquebisbe des del 2001.
El papa Francesc el va nomenar cardenal el 30 de setembre de 2023.

## Biografia
Claudio Gugerotti va néixer a Verona, Itàlia, el 7 d'octubre de 1955 i va ser ordenat sacerdot per a la diòcesi de Verona el 29 de maig de 1982. Es va llicenciar en llengües i literatura orientals i en litúrgia sagrada. Va ensenyar patrística a l'Institut Teològic San Zeno de Verona de 1981 a 1984, i teologia i litúrgia oriental a l'Institut d'Estudis Ecumènics de Verona de 1982 a 1985. El 1985 es va incorporar a la Cúria Pontifícia, treballant a la Congregació per a les Esglésies Orientals; va esdevenir el seu subsecretari el 17 de desembre de 1997. També ha ensenyat patrística i llengua i literatura armènies al Institut Pontifici Oriental.
Gugerotti no s'havia format a la Pontifícia Acadèmia Eclesiàstica com és la pràctica habitual dels nuncis. El 7 de desembre de 2001, el papa Joan Pau II el va nomenar nunci apostòlic a Geòrgia i Armènia , així com arquebisbe titular de Ravello. També va ser nomenat nunci apostòlic a l'Azerbaidjan el 13 de desembre. Va rebre la seva consagració episcopal de mans de Joan Pau el 6 de gener de 2002.
El papa Benet XVI el va nomenar nunci apostòlic a Bielorússia el 15 de juliol de 2011.
El 13 de novembre de 2015, el papa Francesc el va nomenar nunci apostòlic a Ucraïna.
El 4 de juliol de 2020, el papa Francesc el va nomenar nunci apostòlic a la Gran Bretanya.
El 21 de novembre de 2022, el Papa Francesc el va nomenar Prefecte del Dicasteri de les Esglésies Orientals.
El 9 de juliol de 2023, el papa Francesc va anunciar que tenia previst nomenar-lo cardenal en un consistori previst per al 30 de setembre. En aquell consistori va ser nomenat cardenal diaca de Sant'Ambrogio della Massima.